# Jean-Michel Moreau
Pour les articles homonymes, voir Moreau.
Jean-Michel Moreau, dit Moreau le Jeune, né le 26 mars 1741 à Paris où il meurt le 30 novembre 1814, est un dessinateur et graveur français.

## Biographie
Très jeune, Jean-Michel Moreau illustre déjà un livre, Le voyage de Mantes, ou les vacances de 17.., de Jean-Baptiste Gimat de Bonneval, publié à Amsterdam en 1753. En tant qu'apprenti, il n'a que 12 ans, le fait est donc notable, même si on peut voir dans ces gravures bien des lacunes artistiques.
Élève de Louis-Joseph Le Lorrain, qu’il accompagne en 1758 à Saint-Pétersbourg lorsque ce dernier devient le premier directeur des Beaux-Arts de Saint-Pétersbourg, il revient, après y avoir brièvement enseigné le dessin, à Paris au bout de deux ans à la mort subite de celui-ci et suit les leçons du graveur Jacques-Philippe Le Bas, reproduisant les peintures contemporaines et celles des maîtres anciens. Il devient bientôt, par la souplesse et l'étonnante fertilité de son talent, le dessinateur en renom des planches de toutes les éditions de luxe des classiques français. 
Au cours des années 1760, il fournit également des dessins destinés à être gravés pour le Recueil d’antiquités du comte de Caylus, qui prit soin de lui. Il fournit également aux graveurs de l’Encyclopédie de Diderot et d'Alembert des lavis et des dessins illustrant les processus artisanaux. Comme graveur, il collabore avec Boucher, Gravelot et une trentaine d’autres sur des illustrations pour une édition des Métamorphoses d’Ovide.

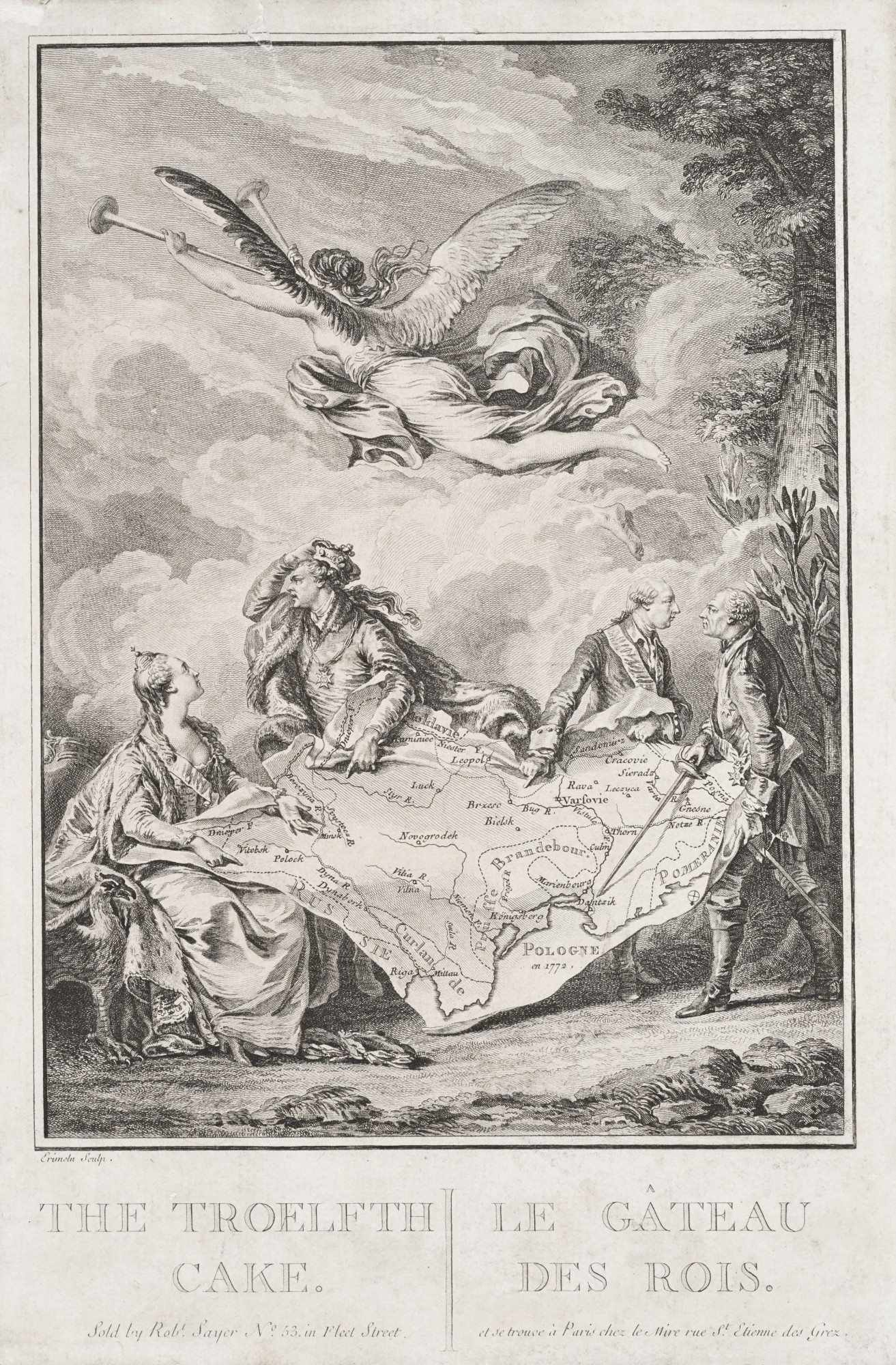
Le Gâteau des rois, gravure de Le Mire d'après Moreau le Jeune.

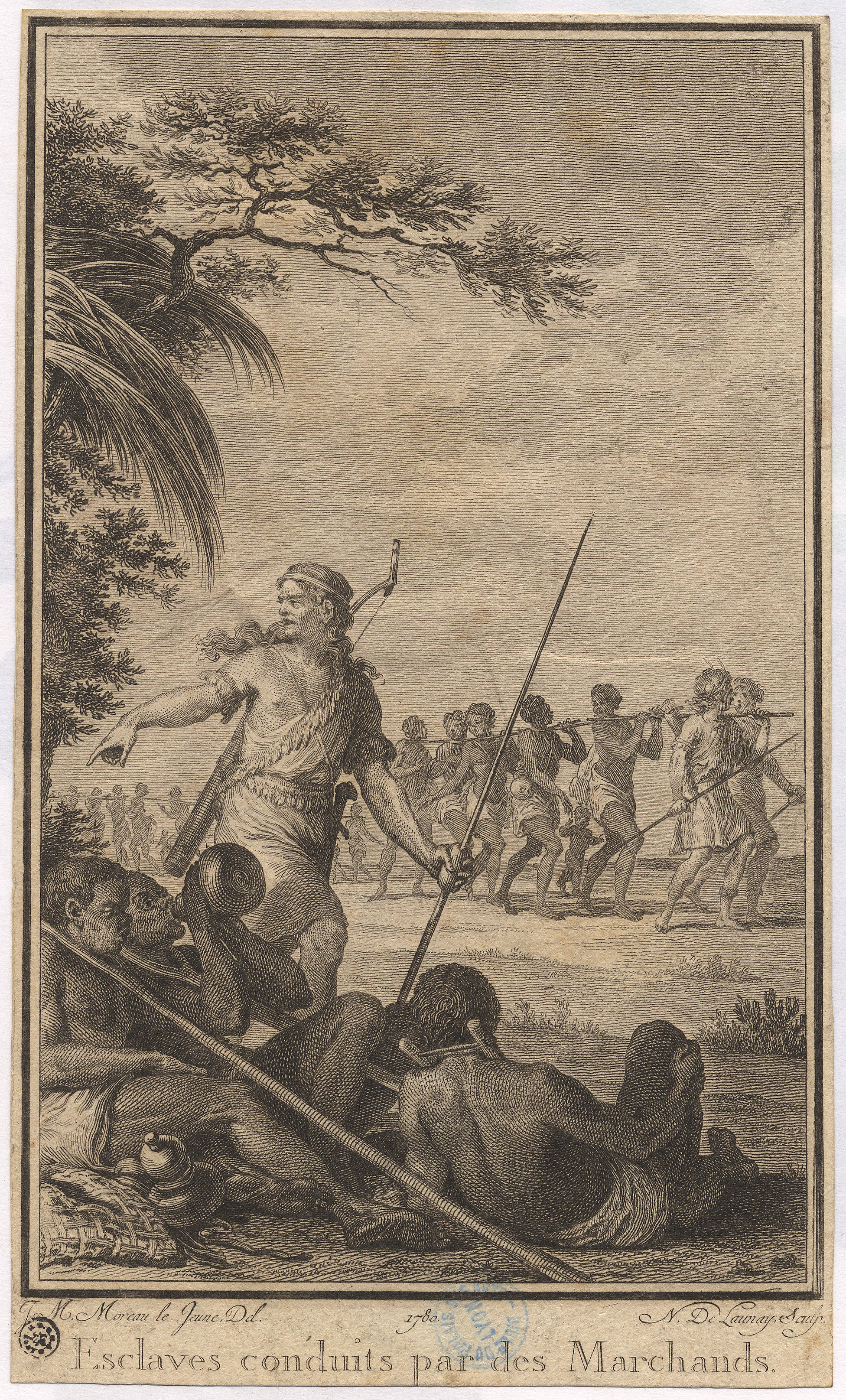
Esclaves conduits par des marchands, estampe de Nicolas de Launay d'après Moreau.

En 1765, il épouse la petite-fille du patriarche d’une famille d’éditeurs privilégiés du roi, Pierre Prault. En 1770, il succède à Charles-Nicolas Cochin comme dessinateur des menus plaisirs du roi sur la recommandation de ce dernier, ce qui lui donne l’occasion de produire des épreuves célébrant le mariage du Dauphin et son couronnement. En 1781, la force de ces productions lui vaut en partie d’être nommé au poste de dessinateur et graveur du Cabinet du roi, ce qui lui apporte une pension annuelle et un logement au palais du Louvre.
Il a désormais besoin des services d’autres graveurs pour reproduire ses propres dessins comme les illustrations pour les Chansons de Jean-Benjamin de Laborde (1773), le recueil des œuvres de Rousseau - Arrivée de Jean-Jacques Rousseau aux Champs-Élysées interprétée par Charles-François-Adrien Macret, Les dernières paroles de Jean-Jacques Rousseau interprétée par Heinrich Guttenberg - et de Voltaire (imprimé à Bruxelles, 1782-9) - Pandore, interprété par Jean-Jacques Le Veau et Philippe Trière. Très souvent, Moreau travaille en société avec le graveur Jean-Baptiste Blaise Simonet à partir des années 1780, puis avec Jean-Louis Anselin.
En mai 1780 il dessine au vif le portrait de l'officier de marine américain John Paul Jones (marin), héro de la Guerre d'indépendance des Etats-Unis, dessin qu'il fait graver par Jean Baptiste Fosseyeux (1752-1824).
En 1778, son nom apparaît dans le registre de la loge maçonnique des Neuf Sœurs fondée, deux ans auparavant, par l’astronome Jérôme Lalande.
Au retour d’un voyage de six mois fait à Rome en 1785, Moreau le Jeune donne à ses compositions un caractère élevé et grandiose, qui contraste avec le genre un peu maniéré de ceux qui l’ont précédé. Il est agréé à l’Académie royale de peinture et de sculpture en 1780, puis reçu membre en 1788.
Favorable à la Révolution, il est nommé membre de la commission temporaire des arts en 1793 et, en 1797, professeur aux écoles centrales. À la Restauration en 1814, Louis XVIII lui donne un nouveau poste royal.
Les œuvres les plus connues de la carrière prolifique de Moreau le Jeune, dont l’œuvre dépasse les 2 000 pièces, sont les vingt-quatre illustrations transcrivant les costumes et les intérieurs à la mode dans les dernières années de l’Ancien Régime, ses contributions au Monument du costume physique et morale commandité par le financier et graveur amateur strasbourgeois Jean-Henri Eberts, Suite d'estampes pour servir à l’histoire des mœurs des François au dix-huitième siècle, 1776 et 1777, et douze autres dans la Troisième Suite d’estampes pour servir à l’Histoire des Mœurs et du Costume…, 1783, édité par son oncle par alliance, L.-F. Prault, et fréquemment réédité dans divers formats, notamment un recueil de 1789 sur un texte de Restif de la Bretonne.
La première douzaine de ces vignettes dépeint la vie contemporaine élégante tandis que la deuxième série contient quelques « vignettes vertueuses », fournissant un monde rural contrastant à la façon de Greuze.
Sa fille épouse l’artiste Carle Vernet, fils de Joseph Vernet. Tombé dans l’oubli, Moreau le Jeune en est sorti à la fin du XIXe siècle par les connaisseurs du XVIIIe siècle Edmond et Jules de Goncourt.

## Œuvres

### Œuvres dans les musées
- Projet d'illustration pour la Henriade de Voltaire, musée des beaux-arts de Pau.
- Henri IV chez Michau, musée des beaux-arts de Pau.
- Mornay arrache Henri IV à l'amour de Gabrielle, musée des beaux-arts de Pau.
- Sensibilité de Henri IV, musée des beaux-arts de Pau.
- Charlotte Corday dans la belle Normande, musée Lambinet de Versailles.
- Le mort de Brutus (?), musée Magnin de Dijon.
- (Personnages descendant un escalier[6]), gravé par Launay Ant., 18 x 13 cm, musée Baron-Martin de Gray.
- Le Code noir[Où ?], gravure, XIXe siècle.
- Portrait de John Paul Jones, gravure de Jean Baptiste Fosseyeux, 1781, Metropolitan Museum of Art, New York

### Illustrations d'ouvrage
- Ovide (trad. Abbé Banier), Les métamorphoses d'Ovide en latin et en françois, Paris, Pissot (lire en ligne). Pour cette édition en quatre volumes parus respectivement en 1767, 1768, 1769 et 1771, Moreau réalise le dessin de 23 planches en pleine page dont les gravures sont effectuées par Jean-Charles Baquoy, Pierre-François Basan, Louis Binet, Joseph de Longueil, Nicolas de Launay, Jean Massard, Noël Le Mire, François Denis Née, Louis Legrand, Simon-Charles Miger, Nicolas Ponce, Jean-Baptiste Blaise Simonet, Jean-Jacques Le Veau. Il réalise notamment : Io métamorphosée en vache[7], Coronis poursuivie par Neptune[8], Apollon faisant écorcher Marsyas[9], Thésée tuant le Minotaure[10], L'Assassinat de Jules César[11], etc.
- Molière, Œuvres de Molière : avec des remarques grammaticales, des avertissements et des observations sur chaque pièce, par M. Bret, Paris, Compagnie des libraires associés, 1773 (lire en ligne). Cette édition des œuvres de Molière, parue en quatre volumes en 1773, comporte 34 gravures en pleine page, toutes réalisées d'après un dessin de Moreau, à l'exception du frontispice représentant le portrait de Molière exécuté d'après un tableau de Pierre Mignard. Parmi ces différentes gravures, on peut citer : L'École des femmes[12], Le Tartuffe ou l'Imposteur[13], Le Misanthrope[14], Les Fourberies de Scapin[15], etc.
- Voltaire, Œuvres complètes de Voltaire, Imprimerie de la Société Littéraire Typographique de Kehl, 1774-1779, In-Octavo (BNF 45416319, lire en ligne). Cette édition dite « de Kehl », parue en 70 volumes de 1784 à 1789, a été entreprise par Beaumarchais qui en confie la direction littéraire et scientifique à Nicolas de Condorcet, Jacques Joseph Marie Decroix et Nicolas Ruault. Afin de se mettre à l'abri de la censure royale, Beaumarchais fait réaliser l'impression des ouvrages dans la forteresse de Kehl située en Allemagne à proximité de Strasbourg. Cet ouvrage est illustré par 110 gravures dont 17 de portraits (Voltaire, Frédéric II, d'Argental, Émilie du Châtelet etc.) et 93 gravures dont tous les dessins ont été réalisés par Moreau pour illustrer les différentes œuvres se répartissant ainsi :
  - 44 pour les pièces de théâtre (livres 1 à 9) : Œdipe[16]
  - 10 pour La Henriade (livre 10) : Chant 1[17]
  - 21 pour La Pucelle d'Orléans (livre 11) : Chant 1[18]
  - 4 pour les contes (Livre 14) : Ce qui plaît aux dames[19], Gertrude[20] La Bégueule[21] et Le Pauvre Diable[22].
  - 14 pour les romans (livres 44 et 45) : Zadig[23], Memnon[24], Jeannot et Colin[25], Candide[26], L'Ingénu[27]…

### Dessins
- La Mort de Caton d'Utique, graphite, plume et encre noire, lavis brun, H. 0,353 ; L. 0,453 m[28]. Paris, Beaux-Arts de Paris[29]. Suivant l'exemple de David, dont Le Serment des Horaces avait marqué les esprits au Salon de 1785, Moreau le Jeune puise son inspiration dans les exemples de la vertu romaine propres à élever l'âme. L'artiste utilise un trait simple, ample et de larges lavis. La composition est marquée par une diagonale formée par le lit et le corps du héros tombé au sol jusqu'au visage du fils se couvrant les yeux devant ce spectacle macabre.

## Graveurs ayant travaillé d'après Jean-Michel Moreau
- Pierre-Charles Baquoy
- Maurice Blot
- Jacques Joseph Coiny
- Louis Croutelle
- Jean Dambrun
- Jean-Louis Delignon
- Rémi Delvaux
- Antoine-Jean Duclos
- Louis Garreau
- Emmanuel-Jean-Népomucène De Ghendt
- Charles Girardet
- Antoine-Cosme Giraud
- François Godefroy
- Carl Guttenberg
- Heinrich Guttenberg
- Louis Michel Halbou
- François Robert Ingouf
- Nicolas de Launay
- Jacques-Philippe Le Bas
- Noël Le Mire
- Charles-Louis Lingée
- Thérèse-Éléonore Lingée
- Joseph de Longueil
- Jean Massart
- Bernard-Antoine Nicolet
- Jean-François Ribault
- Barthélemy Joseph Fulcran Roger
- Antoine-Louis Romanet
- Jean-Baptiste Blaise Simonet
- G. Texier
- Philippe Trière
- Antoine-Claude-François Villerey